# 서울연촌초등학교
서울연촌초등학교는 대한민국 서울특별시 노원구에 있는 공립 초등학교이다.
< 서울연촌초등학교 교가 >
~~🎵 마음껏 뛰어노는 즐거운 학교 웃음꽃 피어나는 정다운 친구 푸른 꿈 가슴마다 가득히 안고 배우고 또 배워서 큰 힘 기르자   언제나 다정하게 웃음진 얼굴 힘든 일 서로돕는 상냥한 마음 학교와 마을 위해 좋은 일하고 착하고 씩씩하게 밝게 자라자 <후렴: 우리는 희망에 찬 내일의 일꾼 우리는 슬기로운 연촌 어린이>🎵~~

## 학교 연혁
- 1945.11.10 사립 연촌국민학교로 개교
- 1947.01.10 공립 연촌국민학교로 승격
- 1963.01.01 행정구역 개편으로 서울특별시로 편입
- 1979.03.01 서울공릉국민학교로 분리(1~3학년 887명)
- 1986.02.28 서울태릉국민학교로 분리(1~5학년 505명)
- 1987.01.26 병설유치원 설립 인가
- 1988.11.21 서울중평국민학교로 분리(1,100명)
- 1989.11.11 서울중현국민학교로 분리(347명)
- 1993.09.01 서울 불암 국민학교로 분리(1~5학년 482명)
- 1996.03.01 서울연촌초등학교로 교명 개명
- 2013.03.01 제23대 정병훈 교장선생님 취임
- 2013.05.25  제1회 과수원길 동요제 합창 부문 금상
- 2013.07.06  제34회 서울특별시배(수영연맹) 수영대회 남자,여자초등부 우승
- 2013.10.24  제 35회 서울시교육청 밝고 맑은 노래 부르기 합창대회 대상(교육감표창)
- 2013.10.29  학교 스포츠클럽 피구(남),창작 댄스,치어리딩 대회 1위(교육감 표창)
- 2013.12.30  학교 체육활동 우수학교 교육감 표창
- 2014.03.01 서울시교육청 선진형 학교운동(수영) 시범학교 지정운영
- 2014.09.22 YBS 스토리텔링 방송국 개국
- 2014.10.17 제1회 사랑나눔합창제 대상 수상
- 2014.10.27 제 36회 서울시교육청 밝고 맑은 노래부르기 초등학교 합창대회 금상 수상
- 2014.11.21 연촌 총동창회 창립(총동창회장 김영진, 22회)
- 2014.11.22 전국 학교 스포츠클럽 치어리딩대회 초등 댄스부 1위
- 2014.12.06 제1회 KBS 스포츠 예술과학원 학장배 전국 치어리딩대회 초등부 금상 수상
- 2015.03.01 33학급(특수학급 2학급 포함) 편성
- 2015.06.01 제44회 전국 소년체전 여초부 수영계영부문 금메달
- 2015.10.16 제2회 사랑 나눔합창제 대상 수상
- 2015.10.19 서울시 교육감배 학교 스포츠클럽 피구, 치어리당 준우승
- 2015.11.10 개교 70주년 기념 꿈나래페스티벌 운영
- 2016.09.01 제24대 최창숙 교장선생님 부임
- 2016.02.19 제70회 졸업식(졸업생 수 175명, 졸업생 누계 21,412명)
- 2016.04.21 연촌 초등학교 총동창회 장미 기념 식수
- 2016.05.30 제45회 전국소년체전 여초부 수영혼계영부문 금메달, 평영부문 동메달(강시우)
- 2016.07.19 YBS방송국 시설 HD급으로 업그레이드
- 2017.04.10 방송시설 현대화(HD방송국 설치)
- 2017.04.30 2,3,4층 실내 정원 개원
- 2017.06.13 수영부 전국 소년체육대회 계영 400M 금메달 수상
- 2017.07.04 연촌 아름뜰 야생화정원 개원
- 2017.08.17 체육관 LED교체 공사
- 2017.11.13 각 교실 스마트TV 설치
- 2017.11.29 합창부 제5회 푸른꿈 전국동요합창제 육영상 수상
- 2018.01.26 연촌역사관, 북카페 보수 공사
- 2018.02.13 제72회 졸업식(졸업생 수 148명, 누계 21,716명)
- 2018.03.01 제25대 강신진 교장선생님 부임

## 참고 자료
- 서울연촌초등학교 - 한국교육학술정보원 학교알리미